# Napa Valley AVA
De Napa Valley AVA is een American Viticultural Area in Napa County, in de Amerikaanse staat Californië. Napa Valley staat bekend als een van de meest vooraanstaande wijnstreken van de wereld. De vallei is geschikt voor de wijnbouw door de combinatie van geografie, geologie en een gunstig mediterraan klimaat. Hoewel er al aan sinds het midden van de 19e eeuw aan wijnbouw gedaan wordt, is de vallei pas sinds de jaren 1960 actief in de productie van kwaliteitswijnen. 
Het eerste commerciële wijnhuis dateert uit 1858. Napa Valley kreeg enkele tegenslagen te verwerken in de late 19e en vroege 20e eeuw, waaronder een druifluizenplaag, de drooglegging en de Grote Depressie, maar kwam erbovenop, onder andere dankzij de uitstekende resultaten op het 'Oordeel van Parijs' in 1976, een blinde proef waarin Californische wijnen het van de Franse wijnen haalden. Sindsdien staat Napa bekend als een belangrijke wijnstreek en een populaire wijntoeristische bestemming.
Binnen de AVA zijn er zo'n 174 km² aangeplante wijngaarden, die tot meer dan 300 wijnhuizen behoren. Er liggen nog eens 16 AVA-regio's binnen de grenzen van de Napa Valley AVA.